# 旋風式防空坦克
四號「旋風式」防空坦克（德語：Flakpanzer IV  Wirbelwind）是第二次世界大戰後期德軍以四號坦克底盤研製出的自走防空砲，因此亦被叫作「旋風式自走防空砲」，於1944年研製作為家具車式防空坦克的替代品。
在二戰爆發的前幾年，德軍對於發展自走高射炮缺乏興趣，但由於後來盟軍取得了空中優勢，就需要更好機動性和武裝的自走高射炮，野戰部隊也把自走防空炮車納入編裝表內。
旋風式以拆去砲塔的四號坦克為底盤，換成開放式九角型炮塔，並裝備了四支2厘米Flak 38。理論上來說，封閉式炮塔會給車組有更好的安全性，但是20機炮同時開火製造的硝煙無法用抽風扇排放，因此只能使用開放式砲塔。
東風式防空坦克的生產工作由西里西亞扎甘的東方建築工程公司（Ostbau Werke）負責。
在作戰中，野戰部隊認為20公厘子彈不足夠摧毀敵機，需要更具威力的火炮，所以旋風式自走防空砲最終被裝備了37毫米 Flak 43高射炮的東風式自走防空砲所取代。

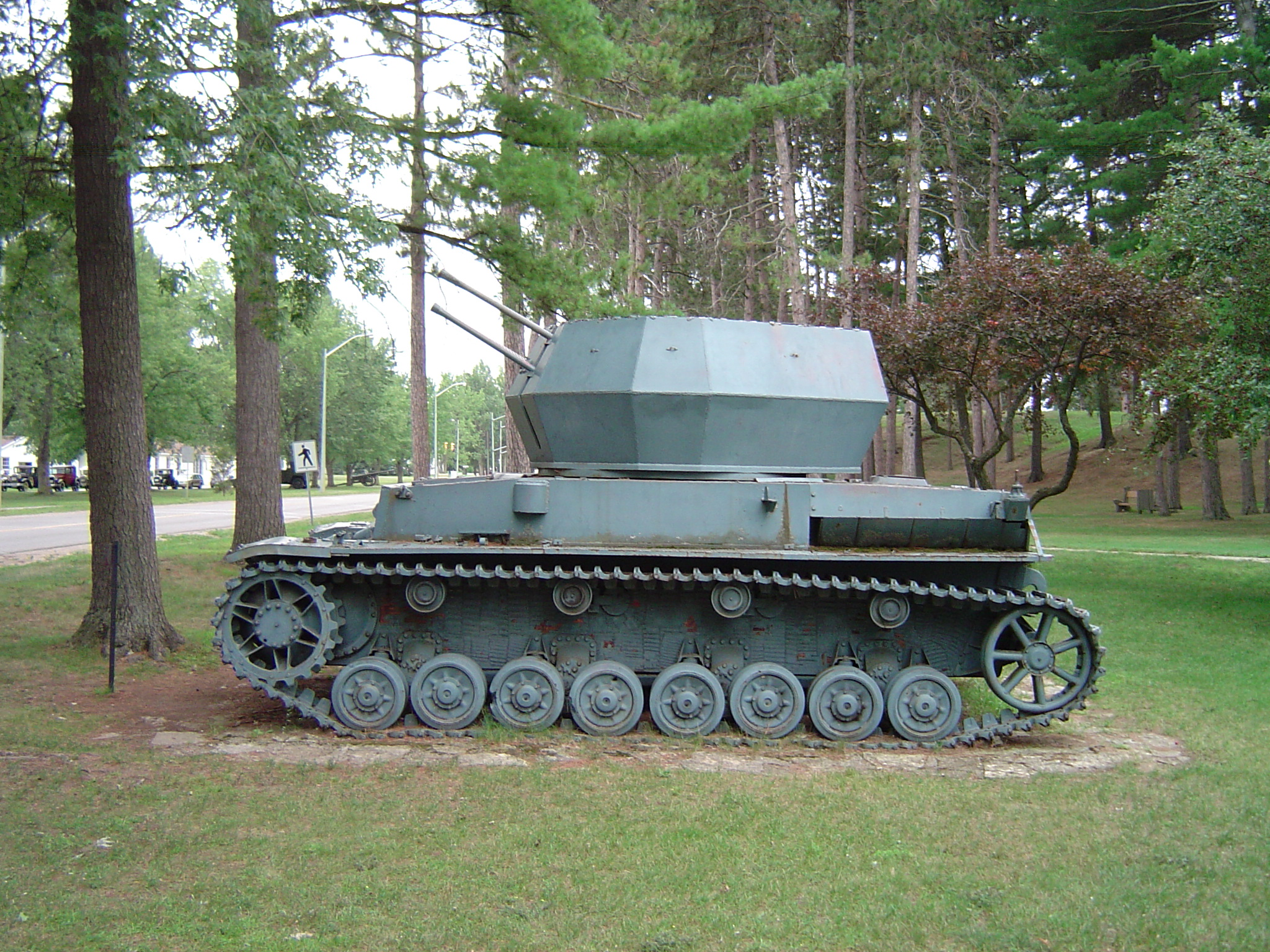
博登加拿大軍隊基地的四號「旋風式」防空坦克

裝甲化和高射速的火力使它對攻擊地面人員目標時也有不錯的效果。
不過由於不少車輛是由送回維修的IV號G,H型修改而來，因為沒有砲塔電動迴轉裝置的關係，所以人工操作砲塔迴轉速度不足，導致常常無法緊追著射擊的目標飛機。
另外雖然砲塔內雖然能容納一名射手以及兩名裝填手，但是擔任指揮的分隊長卻無法搭乘，只能在車外指揮，導致安全性跟協調、溝通性不足，效率上反而比家具車式防空坦克差。
德軍共製造了87至105輛的旋風式防空坦克，但由於東建築工程公司和德意志國防軍紀錄的差異有出入，實際數字仍是未知。

## 流行文化
- 在2004年推出的電腦遊戲戰地風雲1942之秘密武器，當中選擇做德軍的玩家可以使用旋風式防空坦克
- 在2018年推出的電腦遊戲戰地風雲5，當中選擇德軍的玩家可以使用旋風式防空坦克

## 外部連結
- 坦克世界：四號「旋風式」防空坦克規格（页面存档备份，存于）
- Achtung Panzer：四號「旋風式」防空坦克條目 （页面存档备份，存于）
- 尚存的四號「旋風式」防空坦克 （页面存档备份，存于） -關於尚存的四號「旋風式」防空坦克的PDF檔案